# Rodezno
Rodezno – gmina w Hiszpanii, w prowincji La Rioja, w La Rioja, o powierzchni 14,3 km². W 2011 roku gmina liczyła 307 mieszkańców.